# Paracestracion
Paracestracion è un genere di pesci cartilaginei estinti, appartenenti agli eterodontiformi. Visse tra il Giurassico inferiore e il Cretaceo inferiore (circa 182 - 135 milioni di anni fa) e i suoi resti fossili sono stati ritrovati in Europa.

## Descrizione
Questo squalo era di piccole dimensioni, e solitamente non superava la lunghezza di 30 centimetri. L'aspetto era molto simile a quello dell'attuale squalo di Port Jackson (Heterodontus portusjacksoni), dal quale si distingueva principalmente per la forma dei denti. Il corpo di Paracestracion era snello, con una testa grossa e squadrata. Le pinne pettorali erano piuttosto grandi. Rispetto ai denti di Heterodontus, quelli di Paracestracion erano dotati di una cresta centrale. Un'altra differenza era data dalla presenza di spine ampiamente vascolarizzate di fronte a entrambe le pinne dorsali nel genere Paracestracion. La bocca era dotata di denti piccoli e appuntiti nella parte anteriore, mentre la parte posteriore della bocca era dotata di denti appiattiti. 

## Classificazione
I primi fossili di questo animale furono descritti da Wagner nel 1857, e furono scoperti nel giacimento di Solnhofen in Germania. Lo studioso denominò i fossili con il nome di Cestracion falcifer; fu poi Koken nel 1911 ad attribuire questa specie a un nuovo genere, Paracestracion. La specie tipo, Paracestracion falcifer, è nota per numerosi resti fossili ben conservati provenienti dal Kimmeridgiano/Titoniano di Solnhofen e dell'Inghilterra. Altre specie attribuite a questo genere sono P. sarstedensis (Aaleniano della Germania), P. bellis (Batoniano dell'Inghilterra), P. viohli (Giurassico superiore della Germania) e P. pectinatus (Valanginiano della Francia). 
Paracestracion fa parte della famiglia degli eterodontidi, un gruppo di squali di piccole dimensioni e dalla morfologia cranica molto caratteristica, attualmente ancora ben rappresentati dagli squali testa di toro (gen. Heterodontus).

## Paleobiologia
Come gli attuali squali testa di toro, anche Paracestracion era probabilmente un nuotatore lento che viveva nei pressi del fondale marino, nutrendosi principalmente di molluschi bivalvi, ricci di mare e altri animali dal guscio duro.